# Trabuhn
Trabuhn ist ein Ortsteil der Gemeinde Lemgow im Landkreis Lüchow-Dannenberg in Niedersachsen. Am nördlichen Ortsrand des Rundlingsdorfes verläuft die L 260.

## Geschichte
Am 1. Juli 1972 wurde Trabuhn in die Gemeinde Lemgow eingegliedert.